# Gürkan Sermeter
Gürkan Sermeter (* 14. Februar 1974 in Wädenswil) ist ein ehemaliger Schweizer Fussballprofi türkischer Herkunft.
Sein grösster Erfolg war der Meistertitel mit dem Grasshopper Club Zürich im Jahr 1995. Er spielte sieben Jahre bei den Berner Young Boys. Bei ihnen war er ein Publikumsliebling, auch nach seinem Wechsel zu Aarau. Dieser Wechsel kam zustande, weil er unter Trainer Gernot Rohr zu wenig zum Einsatz kam.
Seine letzte Station als Profifussballer war bei der AC Bellinzona in der Axpo Super League und in der Challenge League, wo er von 2008 bis 2012 spielte.